# El Paraje, delstaten Mexiko
El Paraje är en ort i Mexiko, tillhörande kommunen Amatepec i den sydvästra delen av delstaten Mexiko, i den centrala delen av landet. Orten hade 183 invånare vid folkräkningen 2010.